# Engels Open
Het Engels Open was een internationaal golftoernooi voor heren-professionals. Het werd vanaf 1979 gespeeld en maakte van 1988 t/m 2002 deel uit van de Europese PGA Tour. 
Het toernooi startte op de Tour in 1988 onder de naam English Open, maar veranderde net als daarvoor regelmatig van naam als er een nieuwe sponsor kwam.
In 2009 zou het toernooi, na sinds 2002 niet meer te zijn gespeeld, terugkeren als onderdeel van de Europese PGA Tour. Uiteindelijk slaagde deze poging niet door geldgebrek bij de organisatoren. Ook in 2001, bij een volgende poging het toernooi nieuw leven in te blazen, werd er uiteindelijk te weinig sponsorgeld opgehaald. In 2021 slaagde men er wél in op het Engels Open terug te laten keren, onder de naam 'Cazoo Classic'.
| Jaar                             | Baan                      | Winnaar                   | Score                     | Informatie                |
| Lada English Golf Classic        | Lada English Golf Classic | Lada English Golf Classic | Lada English Golf Classic | Lada English Golf Classic |
| -------------------------------- | ------------------------- | ------------------------- | ------------------------- | ------------------------- |
| 1979                             | The Belfry                | Severiano Ballesteros     | 282                       |                           |
| Mazda Cars English Classic       |                           |                           |                           |                           |
| 1980                             | The Belfry                | Manuel Piñero             | 266                       |                           |
| State Express English Classic    |                           |                           |                           |                           |
| 1981                             | The Belfry                | Rodger Davis              | 283                       |                           |
| 1982                             | The Belfry                | Greg Norman               | 279                       |                           |
| 1983                             | The Belfry                | Hugh Baiocchi             | 279                       | na play-off               |
|                                  |                           |                           |                           |                           |
| 1984-1987                        | =                         | =                         | =                         | geen toernooi             |
| English Open                     |                           |                           |                           |                           |
| 1988                             | Royal Birkdale            | Howard Clark              | 279                       |                           |
| NM English Open                  |                           |                           |                           |                           |
| 1989                             | The Belfry                | Mark James                | 279                       |                           |
| 1990                             | The Belfry                | Mark James                | 284                       | na play-off               |
| 1991                             | The Belfry                | David Gilford             | 278                       |                           |
| Murphys English Open             |                           |                           |                           |                           |
| 1992                             | The Belfry                | Vicente Fernández         | 283                       |                           |
| 1993                             | Forest of Arden           | Ian Woosnam               | 269                       |                           |
| 1994                             | Forest of Arden           | Colin Montgomerie         | 274                       |                           |
| 1995                             | Forest of Arden           | Philip Walton             | 274                       | na play-off               |
| Alamo English Open               |                           |                           |                           |                           |
| 1996                             | Forest of Arden           | Robert Allenby            | 278                       |                           |
| 1997                             | Hanbury Manor             | Per-Ulrik Johansson       | 269                       |                           |
| National Car Rental English Open |                           |                           |                           |                           |
| 1998                             | Hanbury Manor             | Lee Westwood              | 271                       |                           |
| The Compass Group English Open   |                           |                           |                           |                           |
| 1999                             | Hanbury Manor             | Darren Clarke             | 268                       |                           |
| 2000                             | Forest of Arden           | Darren Clarke             | 275                       |                           |
| 2001                             | Forest of Arden           | Peter O'Malley            | 275                       |                           |
| 2002                             | Forest of Arden           | Darren Clarke             | 271                       |                           |